# Iglesia de San Fructuoso (Colmenares de Ojeda)
La iglesia de San Fructuoso mártir es un templo de culto católico en la localidad de Colmenares, Palencia, España. 
Se trata de un edificio construido en los siglosXV y XVII en estilo Gótico. Está considerado uno de los exponentes más destacados de este estilo en la provincia. Conserva también importantes restos románicos.
Su advocación es a los santos Fructuoso, Eulogio y Augurio, cuya festividad se celebra el 21 de enero.

## Historia
El actual edificio, situado en una pequeña loma dominando el pueblo, es producto de diversas épocas. Tuvo como antecesora una iglesia de estilo Románico, de la que permanecen algunos elementos. Así, las semicolumnas del arco triunfal, con dos capiteles historiados y otro de bolas. También se conservó parte del muro norte, que se organiza al exterior con pequeños contrafuertes, muro liso y cornisa sostenida por canecillos simples. Sin embargo, el principal resto que queda del templo precedente es la excepcional pila bautismal. Todo ello data de finales del siglo XII.
Hacia el siglo XV, se decidió una reconstrucción total del edificio románico, que se demolió, salvo las partes ya reseñadas. Fue construido entonces un templo de dos naves, cubierto por altas bóvedas de crucería, que apean en ménsulas, semicolumnas y en dos grandes pilares centrales, uno de ellos octogonal y el otro prismático irregular. La obra se hizo enteramente en piedra de sillería isódoma, con gran calidad en la labra, sin usar apenas argamasa. Existen numerosas marcas de cantero en el interior y en el exterior. 

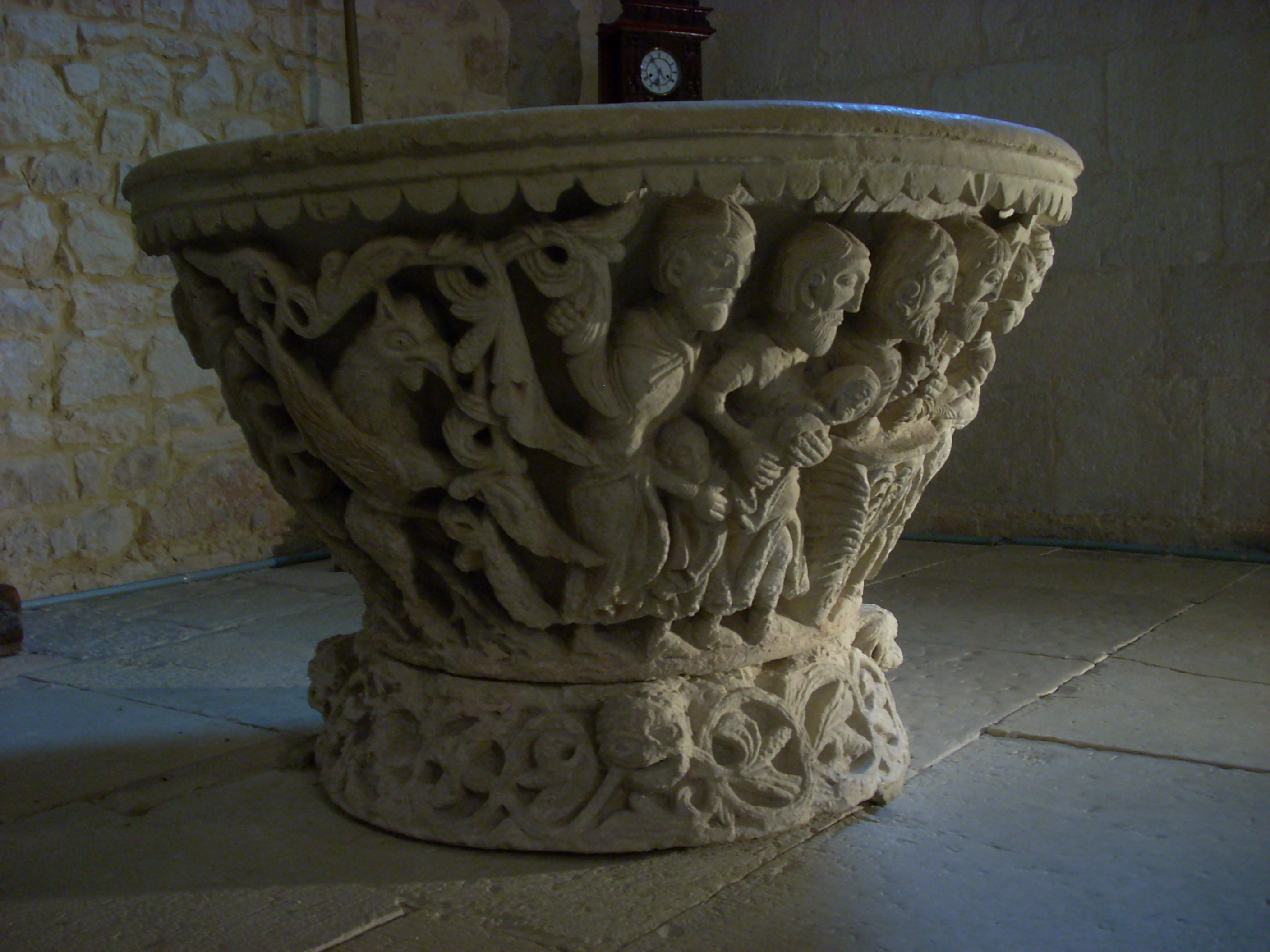
Pila bautismal, románica, del.

Las obras debieron avanzar con lentitud, o quizá el proyecto original sufrió variaciones, ya que se observan cambios de estilo y de planteamiento en el edificio; de este modo, dos de las bóvedas son de crucería simple octopartita, mientras que el resto de la iglesia se cubre con bóvedas de terceletes, más complejas y decoradas. Ya en el siglo XVI se proyectó un amplio pórtico para cobijar la entrada, hacia el sur; se construyó como una estructura con grandes arcos, cubierta por una compleja bóveda estrellada, todo ello sostenido por recios contrafuertes. De esta época es también la portada, conformada por un arco ojival con arquivoltas que dibujan un leve abocinamiento. En el año 1529 la iglesia aún estaba en obras, como se desprende del Libro de Visitas de la parroquia, donde se anota: Que dentro de treinta días primeros siguientes, so pena de excomunión e de un ducado de oro para la fábrica de la dicha Iglesia (...)

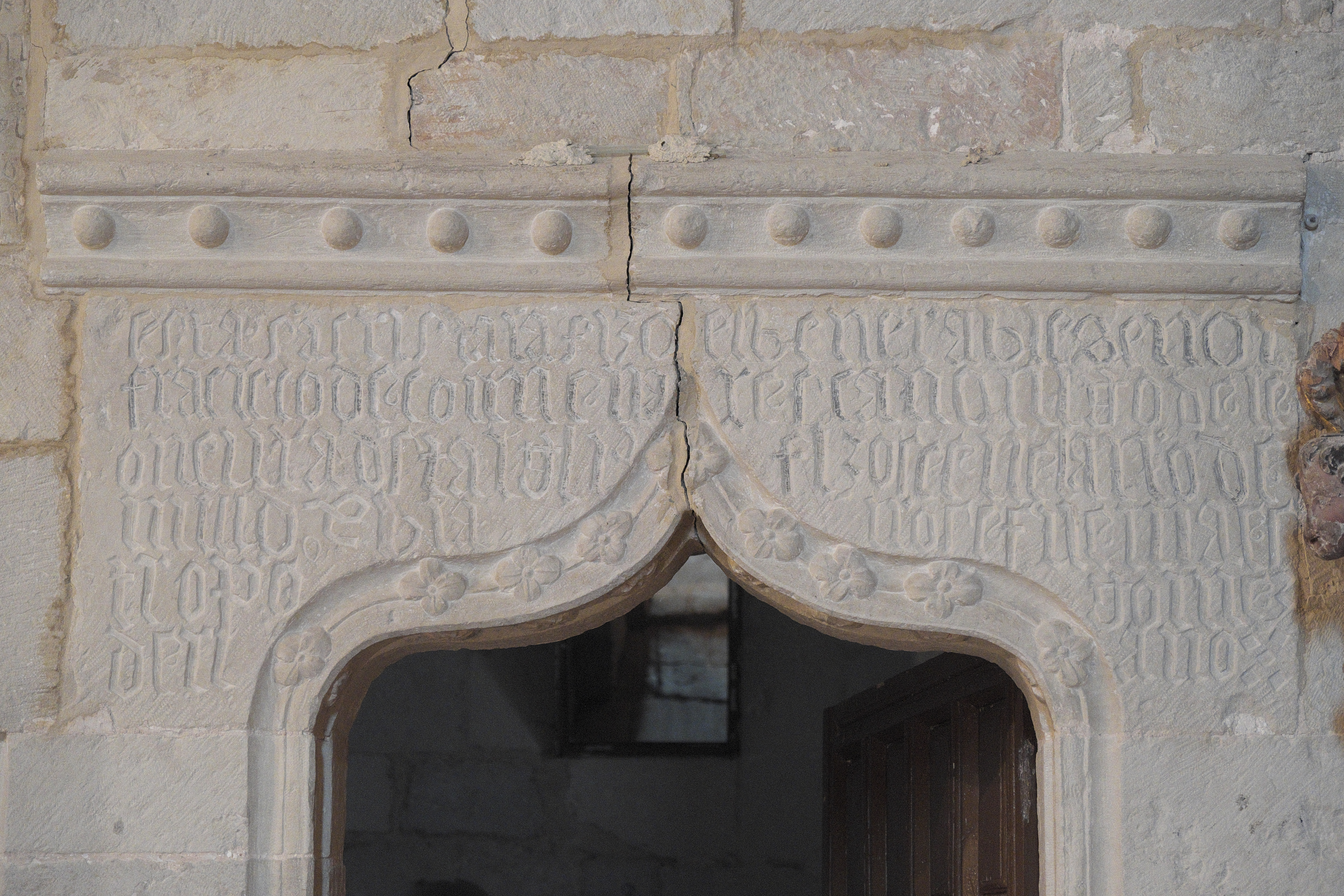
Portada de la sacristía.

En esa centuria se debió completar el templo, incluyendo la torre, un cuerpo cúbico que aloja las campanas, con cuatro ventanales apuntados orientados hacia los puntos cardinales; así como el doble coro, situado a los pies del templo, elevado sobre dos arcos escarzanos que se corresponden con las naves, y la sacristía.
Fueron varios los mecenas que posibilitaron una obra de estas características en un pequeño núcleo de población como fue y es Colmenares. Varias inscripciones en el interior del templo se refieren a ello. Una de ellas, sobre el arco conopial de acceso a la sacristía, en letra gótica, dice: "Esta sacristía fizo el benerable Francisco de Colmenares, canónigo de León, cura desta iglesia, fizose en el año de mil DXVII". 
Otra inscripción en la capilla mayor anota: "El arcipreste de Saldaña Pedro Morante de Colmenares mandó la pagar de su dinero, e fízola facer el señor Juan (...) su hermano, alcayde de Vellavista, fízose en el año de nobenta e cinco años, y el fallesyo en el año de nobenta e quatro años, y los maestros que la ficieron Juan Lasura y Juan de Bustamante".
Por todo el templo abundan timbres heráldicos, siendo el más frecuente el blasón de la familia Colmenares, que se compone de nueve ruedas de carro dispuestas en filas de tres sobre fondo de sinople. Todo ello nos informa de quiénes fueron los patrocinadores de las obras y a veces la fecha de las mismas.

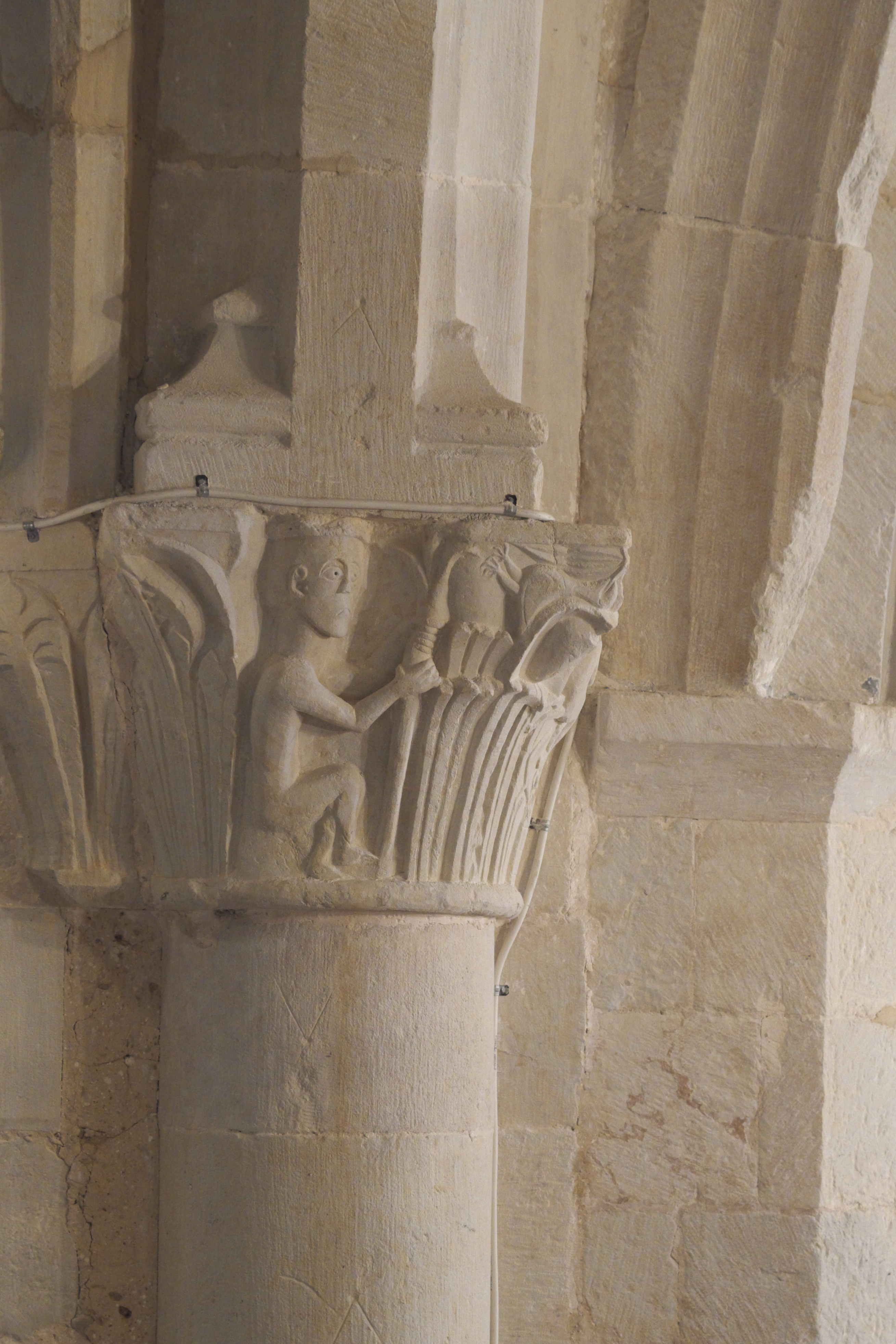
Capitel románico de la capilla mayor.

Otra gran campaña constructiva se llevó a cabo en el siglo XVIII. Se hicieron entonces el púlpito de piedra de la capilla mayor, con una inscripción que alude al comitente y la fecha de 1762; se abrió una nueva ventana para dar más luz al presbiterio, se cubrió todo el suelo con losas de piedra que servían asimismo como sepultura, se terminó la antigua capilla del Rosario (hoy hace las veces de baptisterio) y se colocó el retablo mayor, de estilo barroco.
En los siglos XIX y XX, la iglesia sufrió graves pérdidas, sobre todo en lo referido a patrimonio mueble. Se vendieron o desaparecieron imágenes, platería e incluso retablos enteros, como el de Nuestra Señora del Rosario, que ocupaba el testero de una de las naves. A finales del XX y principios del siglo XXI, se emprendieron diversas acciones para recuperar el edificio; durante los años 1988-1989, se consolidó la estructura del retablo mayor, se reparó el tejado y fue retirada una gruesa capa de cal que cubría los muros del interior del templo hasta el arranque de las bóvedas. En esta campaña de restauración, también se corrigieron grietas y se varió la distribución de las imágenes religiosas, trastocada desde la desaparición de algunas de ellas. Las obras obligaron a cerrar el templo al culto durante más de un año, siendo abierto de nuevo, totalmente remozado, con una misa solemne por el entonces obispo de Palencia, Nicolás Castellanos Franco. 
En el año 1999, la pila bautismal fue llevada a la catedral de Palencia para participar en la VII edición de Las Edades del Hombre, titulada Memorias y esplendores; fue sometida entonces a un leve proceso de limpieza y, finalizada la exposición, recolocada en la iglesia.

## Descripción

### Exterior

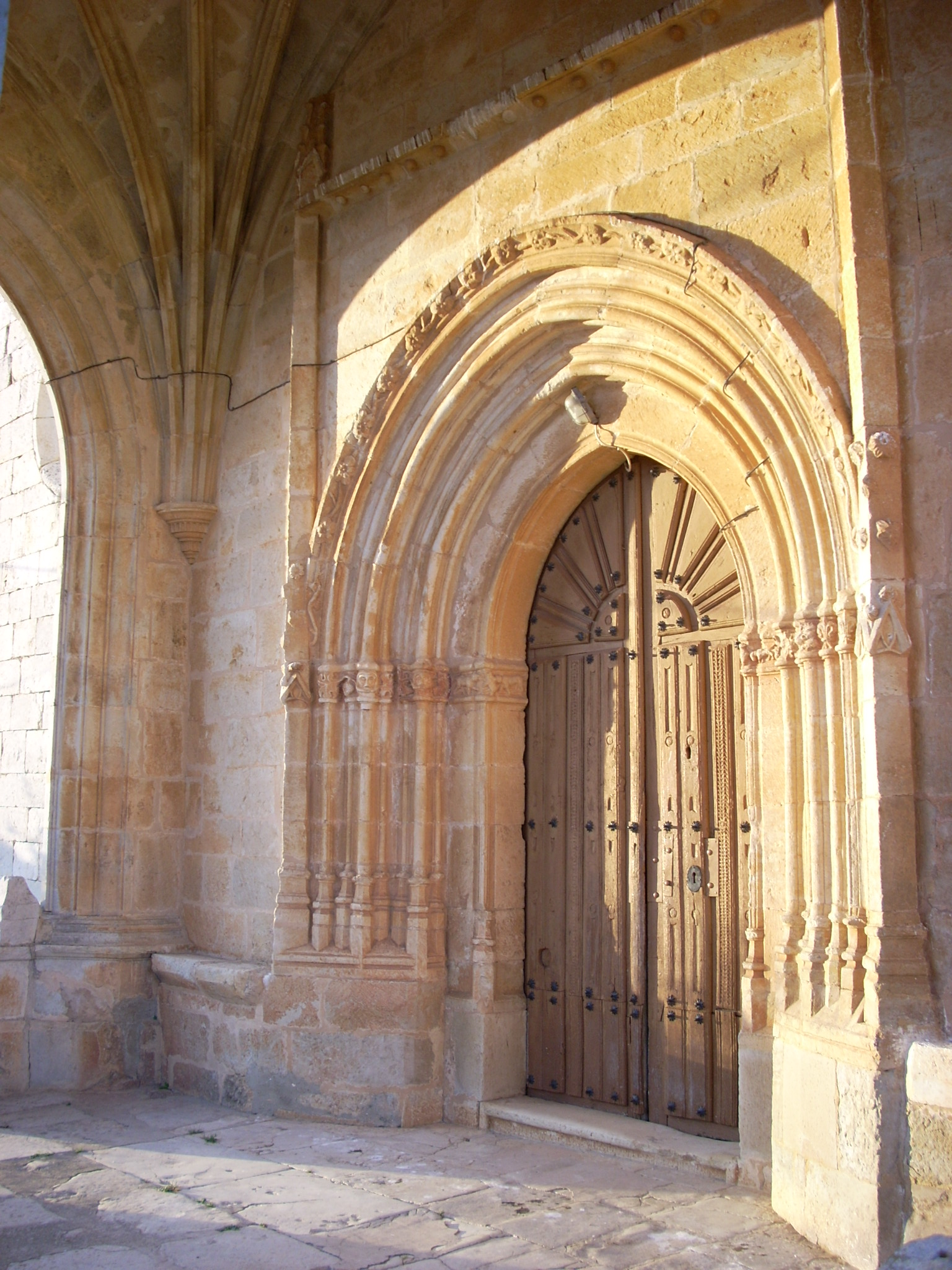
Portada gótica de la iglesia.

El exterior de la iglesia es macizo y severo, con mínimas concesiones decorativas. El aspecto desnudo de los muros, su considerable altura y la situación del edificio en lo alto de un promontorio acentúan su aspecto de fortaleza. Los vanos abiertos al exterior son escasos: las ventanas se reducen a dos en el cuerpo de naves, ambas con forma de medio punto y en el muro sur. Una de ellas aprovecha parte de un ventanal abocinado románico; la otra fue abierta en el siglo XVIII para iluminar la capilla mayor. 
La cabecera de la iglesia es plana, remachada en los ángulos con contrafuertes, y sin ningún tipo de decoración ni vanos. Probablemente fuera concebida así por tener prevista la colocación de retablos al interior. La parte de los pies soporta la torre, y a pesar de ello es la parte más iluminada del templo, con dos ventanales cuadrados, uno con forma de aspillera y otro más amplio, que se corresponden hacia el interior con el coro. También en este tramo, pero recayente al sur, se abre un hermoso óculo con tracería calada y molduras, de raigambre netamente goticista. La iglesia carece de crucero.
Quizá la parte más llamativa del exterior del templo sea la entrada, cubierta por un gran pórtico de piedra. Se trata de un cuerpo cuadrangular de la misma altura que las naves, de las que sobresale notablemente; se cubre con bóveda de crucería de complejo diseño, con nervios combados cuyos haces apean en ménsulas en las esquinas. Tres arcos de medio punto con sencillas molduras abren el espacio al exterior; la parte inferior de los mismos se cierra con pretiles de piedra. La decoración y trazas de este espacio hacen pensar que fue realizado muy entrado el siglo XVI, por cuanto algunas de las decoraciones muestran carácter marcadamente renacentista. 
La portada, sin embargo, presenta formas góticas. Se trata de un arco levemente apuntado con arquivoltas en forma de media caña, sostenidas por grupos de finas columnillas con las basas y los fustes agrupados en haces; los capiteles, historiados, originan una especie de friso o banda que se prolonga hasta el salmer del arco. La iconografía de este friso es variada y críptica, de formas algo arcaicas: máscaras barbadas con sarmientos de vid saliendo de sus bocas, dos animales que parecen lobos o perros atacando a un tercero con aspecto de jabalí; otras figuras animales que pueden interpretarse como pájaros y ovejas; una flor de lis, un animal sin identificar regurgitando una gran hoja; y racimos de uva y más hojarasca estilizada. La portada se completa con un guardapolvo decorado con flores que surgen de un sinuoso tallo, y dos pilares cuadrangulares adosados, rematados en sendos pináculos, unidos por un friso de bolas.

## Interior

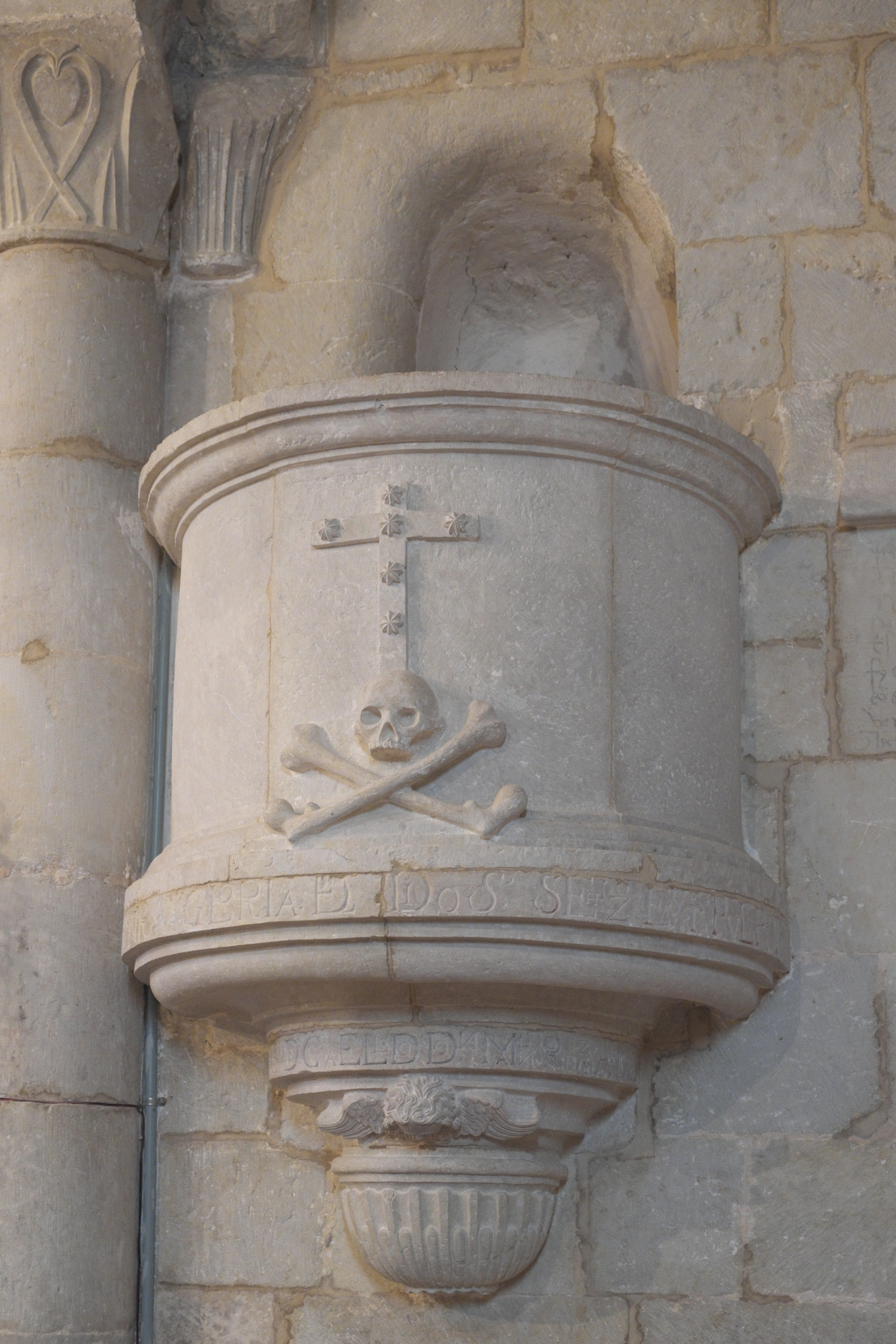
El púlpito, obra del.

La iglesia se estructura interiormente en dos naves de igual altura, cubiertas ambas por bóvedas de crucería. Aunque la impresión general es de unidad de estilo, un análisis más detallado, así como algunas inscripciones, revelan que el edificio estuvo durante mucho tiempo en obras, y las formas arquitectónicas fueron cambiando según la moda del momento. Esto se aprecia bien en el diseño de las bóvedas. 
La nave de la izquierda según se entra es la parte más primitiva, y resulta evidente que se reaprovecharon algunos elementos del edificio románico antecedente para su construcción. A lo largo de la nave, semicolumnas embebidas en el muro y rematadas por capiteles sostienen el arranque de las bóvedas, que en esta parte son de crucería compuesta, con ocho radios o nervios, según el gusto de los siglos XIV-XV. El presbiterio, elevado sobre dos gradas, presenta en esta nave gran riqueza de elementos, como corresponde a la capilla mayor: el púlpito, de piedra, decorado con un extraño motivo de calavera, una cruz y un querubín, fue construido en el siglo XVIII, según informa una inscripción en el mismo; la puerta de la sacristía, rematada por un falso arco conopial floreado, de traza muy similar al de la portada, con otra inscripción en letra gótica; más inscripciones y blasones en el muro norte; el retablo, trabajo barroco del siglo XVIII; y dos capiteles románicos en el arco triunfal de la capilla, probablemente de fines del siglo XII; uno de ellos, deteriorado, con un corazón y remate de bolas, y el otro decorado con estilizaciones vegetales, un centauro sagitario, una figura humana macrocéfala y otros motivos de oscuro simbolismo.

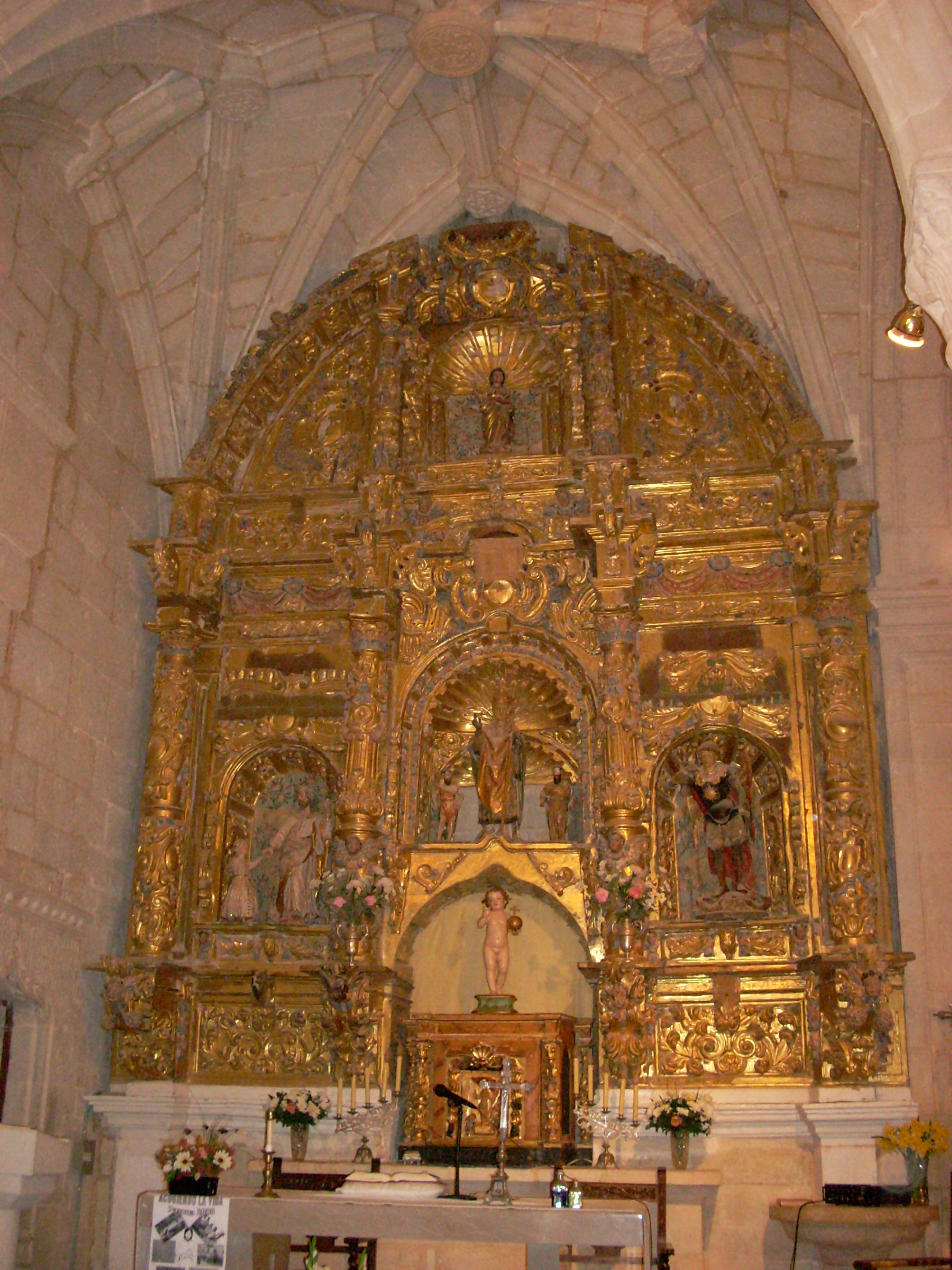
El retablo mayor, de estilo barroco y fechado a finales del.

El retablo mayor es obra tardobarroca, colocado en la segunda mitad del siglo XVIII. Es un retablo de un solo cuerpo, banco y ático redondeado, con sencillas hornacinas y decoración muy profusa, de sabor rococó. Las imágenes, aunque no desentonan con el estilo del retablo porque fueron doradas y re-policromadas, son anteriores, de los siglos XIV-XVI. Representan a san José con el Niño, san Miguel arcángel, los santos titulares de la iglesia Fructuoso, Eulogio y Augurio, y, rematando el conjunto, santa Lucía. Un bellísimo Niño Jesús Salvador del Mundo remata el sagrario. Es una escultura coetánea al retablo, de madera tallada y policromada, con ojos de cristal.
La parte opuesta a la capilla mayor presenta un coro elevado sobre un arco escarzano. Un pretil de piedra, con una fina tracería calada de diseño ojival, hace las veces de cancel. El sotocoro albergó el baptisterio en el pasado, y se cubre con una falsa bóveda de crucería de enmarañada traza, con elementos heráldicos en las claves. Dos pilas benditeras se observan en esta parte, en la separación entre las dos naves: una, excavada en uno de los pilares, y la otra, exenta, con copa redondeada y pie prismático decorados con sencillas molduras, de gusto renacentista.
La nave derecha, de más reciente construcción, presenta mayor unidad y limpieza en el diseño de las bóvedas, que en este caso son de terceletes, apeando los nervios en ménsulas figurativas o de bolas, lo que muestra su datación en el siglo XVI avanzado. El coro de los pies, casi gemelo al de la otra nave, tiene un sencillo solado y pretil de madera. El testero, al igual que la capilla mayor, es plano, tratándose de la única zona del templo en la que se usa la mampostería. Esto es debido, con toda seguridad, a que el muro quedaría oculto tras un retablo, que, dedicado a la Virgen del Rosario, ocupaba este lugar hasta que fue expoliado en el siglo XX. En este mismo sitio podemos admirar hoy, en el centro del presbiterio, la pila bautismal románica, la pieza más destacada del templo en materia artística.